# 2008 au Burkina Faso
Cet article présente les faits marquants de l'année 2008 au Burkina Faso.

## Évènements

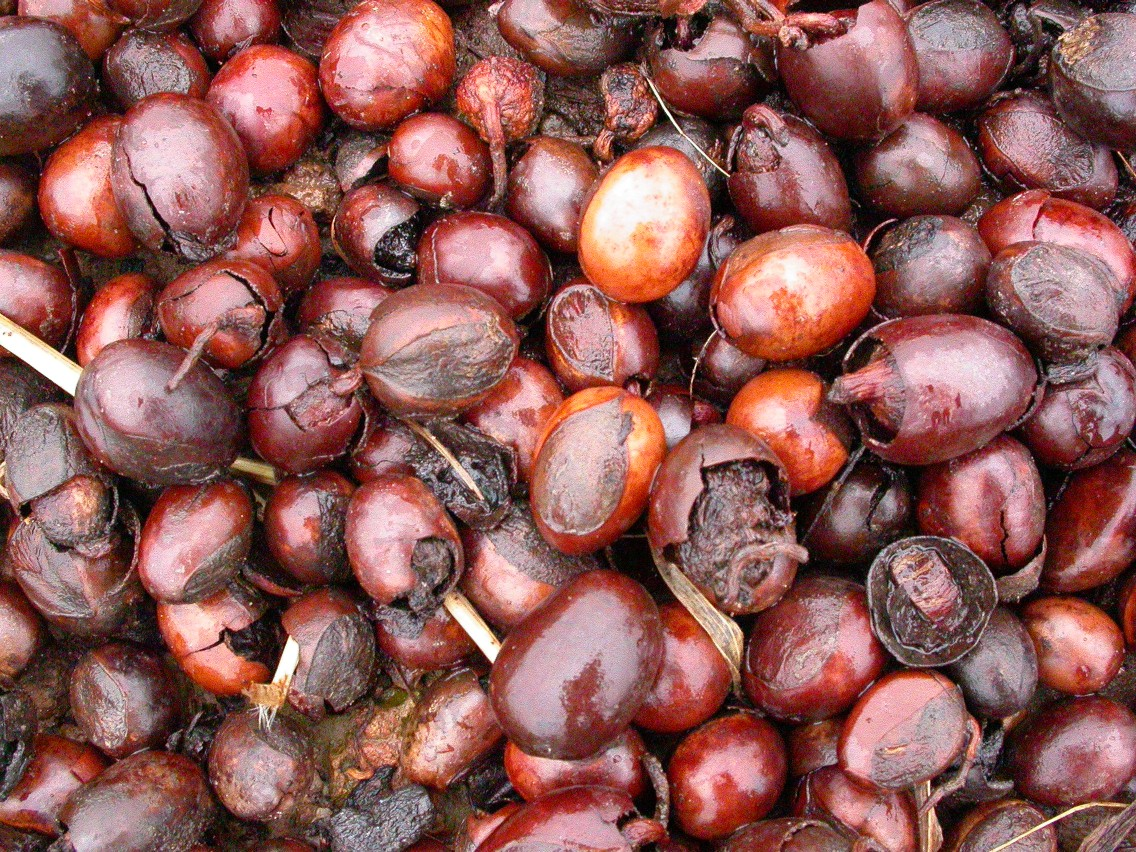
Noix de karité

- En 2007, 336 tonnes de beurre de karité ont été produites et vendues à la société française L'Occitane au prix de 2,33 €/kg  dont 60 tonnes en bio, alors que les amandes brutes sont vendues 0,13 €/kg. Produite par quatre coopératives, employant onze mille femmes, cette production fait partie d'un grand projet de commerce équitable qui a commencé en 1981.
- Vendredi 18 avril 2008 : le directeur général de la Sofitex annonce que le gouvernement du premier ministre Tertius Zongo, va autoriser la culture de 15 000 hectares de coton Bt (Monsanto) résistant aux insectes ravageurs dès la campagne 2008-2009, pour pallier le manque actuel de compétitivité du coton burkinabé. La production du coton qui est le principal produit d'exportation du pays a été réduit fortement en deux ans passant de 700 000 tonnes en 2005-2006 à 360 000 tonnes lors de la dernière campagne 2007-2008 pour une recette de 400 millions d'euros. Les tests ont montré que le coton Bt Bollgard II va permettre de réduire le nombre de traitements insecticides contre les insectes et va tripler le rendement.
- Samedi 15 novembre 2008 : accident de la route mortel près de Boromo à 167 km à l'ouest de Ouagadougou; un car ivoirien transportant 92 passagers — 27 de plus que sa capacité autorisée — entre en collision avec un camion de transport de sucre causant la mort de 68 personnes et faisant 29 blessés[1]. Beaucoup étaient originaires de Koudougou et partaient travailler dans les plantations en Côte d'Ivoire.
- Mercredi 10 décembre 2008 : un avion militaire de reconnaissance s'est écrasé pendant un vol d'essai sur le nouvel aéroport de Fada N'Gourma situé à 220 km à l'est de Ouagadougou.